# مردستیزی
مردستیزی یا مردبیزاری (به انگلیسی: Misandry) به نفرت یا تعصب منفی نسبت به مردان یا پسرها گفته می‌شود. این نفرت را می‌توان نفرتی به موازات زن‌بیزاری در نظر گرفت. مردبیزاری به اشکال مختلف می‌توان بروز کند: از جمله تبعیض جنسیتی، کوچک انگاشتن مردان، محرومیت اجتماعی، خصومت، خشونت علیه مردان، شی انگاری جنسی مرد یا به‌طور کلی‌تر به نفرت، ترس، خشم و تحقیر مردان.

## دید کلی
فعالان حقوق مردان، قوانین مدرن را در رابطه با طلاق، خشونت خانگی و تجاوز به عنوان سازمان‌هایی مرد ستیز مورد انتقاد قرار می‌دهند.
مطالعات مذهبی پروفسور پاول ناتانسون و کاترین یانگ، نهادینه کردن مردبیزاری در حوزهٔ اجتماعی را در کتاب۳جلدی «فراتر از سقوط انسان» که در سال ۲۰۰۱ نوشته‌اند، بررسی می‌کنند و مردبیزاری را به عنوان شکلی از تعصب و تبعیض که در جامعهٔ آمریکای شمالی رسمی شده، یادآور می‌شوند. همچنین نوشته‌اند که، همان مشکلی که به مدت طولانی مانع احترام متقابل بین مسیحی‌ها و یهودی‌ها می‌شد و به آن‌ها تحقیر کردن دیگری را آموزش می‌داد، درحال حاضر مانع احترام متقابل بین زنان و مردان می‌شود.

## در روانشناسی
پروفسور پیتر گلیک و سوزان فیسک سازه‌های روان‌سنجی را برای سنجش نگرش افراد نسبت به مردان به نام "پرسشنامه دو سوگرایی نسبت به مردان(۱۹۹۶)" ایجاد کردند، که شامل عوامل خصومت نسبت به مردان بر اساس گفت و گوهای کوچک با زنان و سپس استفاده از روش‌های آماری برای کاهش تعداد سوالات، می‌شد. عوامل خصومت نسبت به مردان به ۳ دسته تقسیم شد: پدرسالاری، تمایز جنسیتی، دگرجنس گرایی.

## در ادبیات

### ادبیات یونان باستان
فروما زیتلین، پروفسور کلاسیک، از دانشگاه پرینستون در مقاله ای با عنوان «الگو‌های جنسیت در درام آشیل: هفت در برابر تبس و سه گانه دانائید» دربارهٔ مردبیزاری بحث می‌کند.

### شکسپیر
منتقد ادبی هارولد بلوم استدلال کرد که، حتی اگر کلمه مردبیزاری در ادبیات تقریباً شنیده نشده باشد، می‌توان آن را به‌طور ضمنی یا حتی صریحاً یافت. با مراجعه به آثار شکسپیر، هارولد بلوم استدلال می‌کند «من نمی‌توانم به مثال‌هایی از زن ستیزی فکر کنم، درحالی که مردبیزاری یک عنصر قوی است. شکسپیر به طور کامل روشن می‌کند که زنان به طور کلی باید ازدواج کنند و مردان خودشیفته و غیر قابل اعتماد و غیره هستند. در کل او دید تیره تری از مردان نسبت به زنان به ما می‌دهد.»

### ادبیات مدرن
آنتونی سینوت استدلال می‌کند که، در ادبیات تمایل برای نشان دادن مردان به عنوان شرور و زنان به عنوان قربانی وجود دارد و همچنین استدلال می‌کند که با استناد به رمان اتاق زنان نوشتهٔ مرلین فرنچ و رمان رنگ ارغوانی نوشتهٔ آلیس واکر، یک بازار برای رمان‌های «ضد مرد» وجود دارد که هیچ بازار «ضد زن» متناظر با آن وجود ندارد. سینوت نمونه‌هایی از مقایسهٔ مردان با زندانبان‌های نازی را به عنوان موضوعی رایج در ادبیات بیان می‌کند.: 156 
منتقد جریان اصلی فمینیسم، کریستینا هوف سومرز نمایش ایو انسلر در تک‌گویی‌های واژن، به خاطر اینکه «هیچ مرد تحسین برانگیزی در آن وجود ندارد و گالری از مردان وحشی، سادیست، کودک آزار، قطع کنندهٔ آلت تناسلی، متجاوز، متنفر از پسران کوچک را ارائه می‌دهد» مردبیزار دانسته‌است، که ایوا انسلر همگام با این واقعیت فهمیده‌است که بیشتر مردان وحشی و ستمگر نیستند.
مرد بیزاری نژاری کم و بیش در فرهنگ و ادبیات رخ می‌دهد. برای مثال مردان آفریقایی-آمریکایی بسته به کلیشه‌های فرهنگی رایج، اغلب به عنوان کودک یا به سبک اروتیک معرفی می‌شوند.

## مردستیزی و فمینیسم
فمینیسم رادیکال اغلب در آگاهی عمومی با نفرت از مردها همراه بوده‌است. با این حال، استدلال‌های فمینیست رادیکال نیز به اشتباه تفسیر شده‌است و فمینیست‌های رادیکال فردی مانند والری سولاناس که بیشتر به خاطر اقدام به قتل اندی وارهول در سال ۱۹۶۸ شناخته شده‌است، در فرهنگ عمومی محبوبیت بالاتری نسبت به دانشمندان فمینیست برخوردار بودند.
آلیس ایکولز، استاد تاریخ‌دان، درسال ۱۹۸۹، در کتاب جرأت بد بودن: فمینیسم رادیکال در آمریکا ۱۹۷۵–۱۹۶۷، استدلال می‌کند که والری سولاناس در بیانیهٔ تکه‌تکه کردن مردان (SCUM Manifesto)، حد بسیار زیادی از مردبیزاری را از خود نشان داد و یادآور می‌شود که، این برای فمینیست‌های رادیکال آن زمان معمول نبود. ایکولز اظهار دارد: مردبیزاری بی حد و حصر سولاناس مغایر با نوعی فمینیسم رادیکال بود که در اکثر گروه‌های زنان در سراسر کشور حاکم بود.
ایکولز همچنین اظهار دارد که، تلاش سولاناس برای قتل و بیانیهٔ تکه‌تکه کردن مردان میان فمینیست‌های رادیکال محبوب شد ولی همهٔ فمینیست‌های رادیکال عقاید او را به اشتراک نگذاشتند. برای مثال آندریا دورکین فمینیست رادیکال، جبرگرایی زیستی در فمینیسم رادیکال را مورد انتقاد قرار داد که، در سال ۱۹۷۷، دورکین با افزایش تعداد دفعات شرکت در محافل فمینیسم رادیکال متوجه شد که عقاید والری سولاناس را تکرار می‌کنند، که مردان به‌طور زیست شناختی نسبت به زنان حقیر هستند و ذاتاً خشن هستند و نیازمند کشتار جنسیتی برای اجازهٔ ظهور نوع جدیدی از زن (new Übermensch Womon) هستند.

### دیدگاه‌های فردی

#### بل هوکس
نویسنده بل هوکس موضوع «تنفر از مرد» را در دورهٔ اولیهٔ آزادی زنان، به عنوان واکنشی به ستم پدرسالاری و همچنین زنانی که از جنبش‌های اجتماعی غیر فمینیستی تجربهٔ بد داشتند، مفهوم سازی کرده‌است. او همچنین از رشته‌های جدایی طلبانهٔ فمینیسم، به دلیل ارتجاعی برای ترویج ایده ای که، مردان ذاتاً غیراخلاقی، فرومایه و ناتوان در کمک و ستم جنسیتی و بهره‌مندی از فمینیسم هستند، انتقاد کرد. هوکس در کتاب «فمینیست برای همه است» از اینکه، فمینیست‌هایی که تعصب ضد مرد را در جنبش اولیه زنان نقد می‌کردند، در رسانه‌های اصلی هرگز مورد توجه قرار نگرفتند، ابراز تأسف می‌کند و می‌گوید «کار نظری ما در نقد کردن شیطان سازی از مردان دیدگاه زنانی را که ضد مرد بودند را تغییر نداد.» او همچنین نظریه‌پردازی کرده بود که، این شیطان سازی منجر به اختلاف بین جنبش مردان و جنبش زنان شده‌است.